# Lodewijk Hendrik Maurits van Palts-Simmern
Lodewijk Hendrik Maurits, paltsgraaf van Simmern-Kaiserslautern, (Sedan (Frankrijk), 11 oktober 1640 - Kreuznach, 3 januari 1674) was een Duits edelman. Maurits was een zoon van Lodewijk Filips van Palts-Simmern en van Maria Eleonore van Brandenburg.
Hij huwde in 1666 met Maria van Nassau (1642-1688), dit huwelijk bleef kinderloos.